# Aeroportul Kramatorsk
Aeroportul Kramatorsk (IATA: KRQ, ICAO: UKCK) este un aeroport din Donețk, Ucraina.
Situat la o altitudine de 197 m, aeroportul dispune de o singură pistă.